# Municipio de Kranzburg
El municipio de Kranzburg (en inglés: Kranzburg Township) es un municipio ubicado en el condado de Codington en el estado estadounidense de Dakota del Sur. En el año 2010 tenía una población de 351 habitantes y una densidad poblacional de 2,24 personas por km².

## Geografía
El municipio de Kranzburg se encuentra ubicado en las coordenadas 44°52′47″N 96°56′7″O / 44.87972, -96.93528. Según la Oficina del Censo de los Estados Unidos, el municipio tiene una superficie total de 156.82 km², de la cual 156,81 km² corresponden a tierra firme y (0 %) 0.01 km² es agua.

## Demografía
Según el censo de 2010, había 351 personas residiendo en el municipio de Kranzburg. La densidad de población era de 2,24 hab./km². De los 351 habitantes, el municipio de Kranzburg estaba compuesto por el 98,01 % blancos, el 1,14 % eran de otras razas y el 0,85 % eran de una mezcla de razas. Del total de la población el 5,98 % eran hispanos o latinos de cualquier raza.